# Sorex buchariensis
Sorex buchariensis är en däggdjursart som beskrevs av Sergej Ognew 1922. Sorex buchariensis ingår i släktet Sorex och familjen näbbmöss. IUCN kategoriserar arten globalt som livskraftig. Inga underarter finns listade i Catalogue of Life.
Denna näbbmus förekommer i Tadzjikistan samt i angränsande områden av Kirgizistan och Uzbekistan. Arten lever i skogar med björkar och popplar. Den vistas i lövskiktet på marken och äter insekter, som skalbaggar. Honan föder ungefär sju ungar per kull.